# Куртемпјер
Куртемпјер (фр. Courtempierre) насеље је и општина у централној Француској у региону Центар (регион), у департману Лоаре која припада префектури Монтаржи.
По подацима из 2011. године у општини је живело 244 становника, а густина насељености је износила 18,35 становника/km². Општина се простире на површини од 13,30 km². Налази се на средњој надморској висини од 85 метара (максималној 98 m, а минималној 77 m).

## Демографија
| 1962. | 1968. | 1975. | 1982. | 1990. | 1999. | 2011. |
| ----- | ----- | ----- | ----- | ----- | ----- | ----- |
| 210   | 187   | 182   | 164   | 171   | 203   | 244   |

График промене броја становника у току последњих година